# Десант на форт Эбен-Эмаль
Десант на форт Эбен-Эмаль (нем. Schlacht von Fort Eben-Emael) — десантная операция во время Второй мировой войны, в ходе которой отряд немецких десантников (85 бойцов) под руководством обер-лейтенанта Рудольфа Витцига (на начальном этапе фельдфебеля Венгеля) в течение суток 10 мая 1940 года взял штурмом хорошо укрепленный стратегический бельгийский форт Эбен-Эмаль (в 20 км к северу от Льежа) с гарнизоном 1200 человек. Это был первый в мире случай массированного налёта парашютных войск с использованием большого количества планеров, приземлявшихся непосредственно в районе самой крепости.

## Военно-оперативная обстановка
Во время Французской кампании в мае 1940 года перед 6-й немецкой армией (генерал-полковник Вальтер фон Рейхенау), входившей в группу армий «B», стояла сложная задача. Армия должна была форсировать реку Маас, преодолеть бельгийские оборонительные линии в направлении Тирлемонт и изолировать укреплённый район вокруг города Льеж. Для быстрого выполнения поставленной задачи следовало захватить мосты через канал Альберт, а это, в свою очередь, требовало нейтрализовать защищающий эти мосты форт Эбен-Эмаль, который был одним из важнейших участков бельгийской обороны.

## Форт

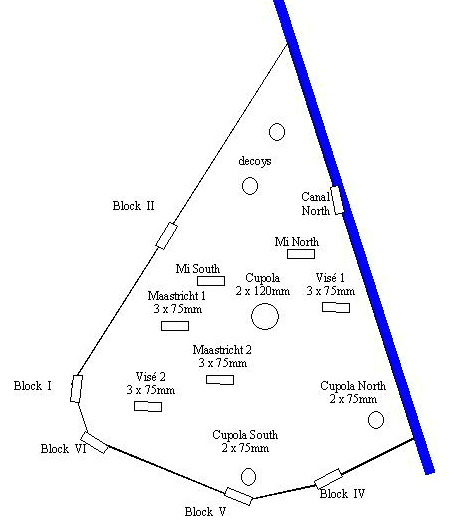
Карта форта Эбен-Эмаль

Форт Эбен-Эмаль, расположенный на расстоянии около 20 км к северу от Льежа в ответвлениях канала Альберта, контролировал своей артиллерией канал, реку Маас и мосты в голландском городе Маастрихт. Система укреплений между Маастрихтом и Льежем на пространстве к югу от данного района считалась настолько сильной, что бельгийцы сомневались, что её вообще кто-то осмелится атаковать.
Эта крепость размерами 800 на 900 метров, построенная по последнему слову современной на тот момент техники, считалась неприступной. Гарнизон форта составлял более 1200 человек, имевших многочисленные орудия и пулеметы. Артиллерия форта насчитывала двенадцать 60-мм противотанковых пушек, шестнадцать полевых 75-мм пушек (в том числе четыре в башнях) и две 120-мм гаубицы. Последние монтировались в установке с круговым обстрелом, предназначенной для стрельбы навесным огнём и защищались толстыми бронированными колпаками, способными выдерживать попадание 210-мм снарядов.
По своему назначению форт Эбен-Эмаль являлся прежде всего мощным артиллерийским сооружением, способным контролировать окружающую местность в радиусе до 15-17 км от себя. Большая часть гарнизона была артиллеристами, и даже формально форт организационно разделялся на батареи. Весь гарнизон занимался обслуживанием артиллерии, наблюдением или доставкой боеприпасов. Основной задачей форта было артиллерийское блокирование переправ, в том числе находящихся на территории Голландии. Таким образом, главной идеей проекта было создание практически неуязвимой и достаточно дальнобойной артиллерийской группировки.
Однако в обороне гигантского оборонительного сооружения имелось уязвимое место — слабая противовоздушная оборона. Система огня форта учитывала возможность обороны от высадки десанта на вершине сооружения, для чего предусматривалось использование картечных снарядов к 75-мм пушкам, однако защитники укреплений по ряду причин оказались неподготовленными к отражению внезапной атаки. Немцы воспользовались всем этим в полной мере при штурме форта.

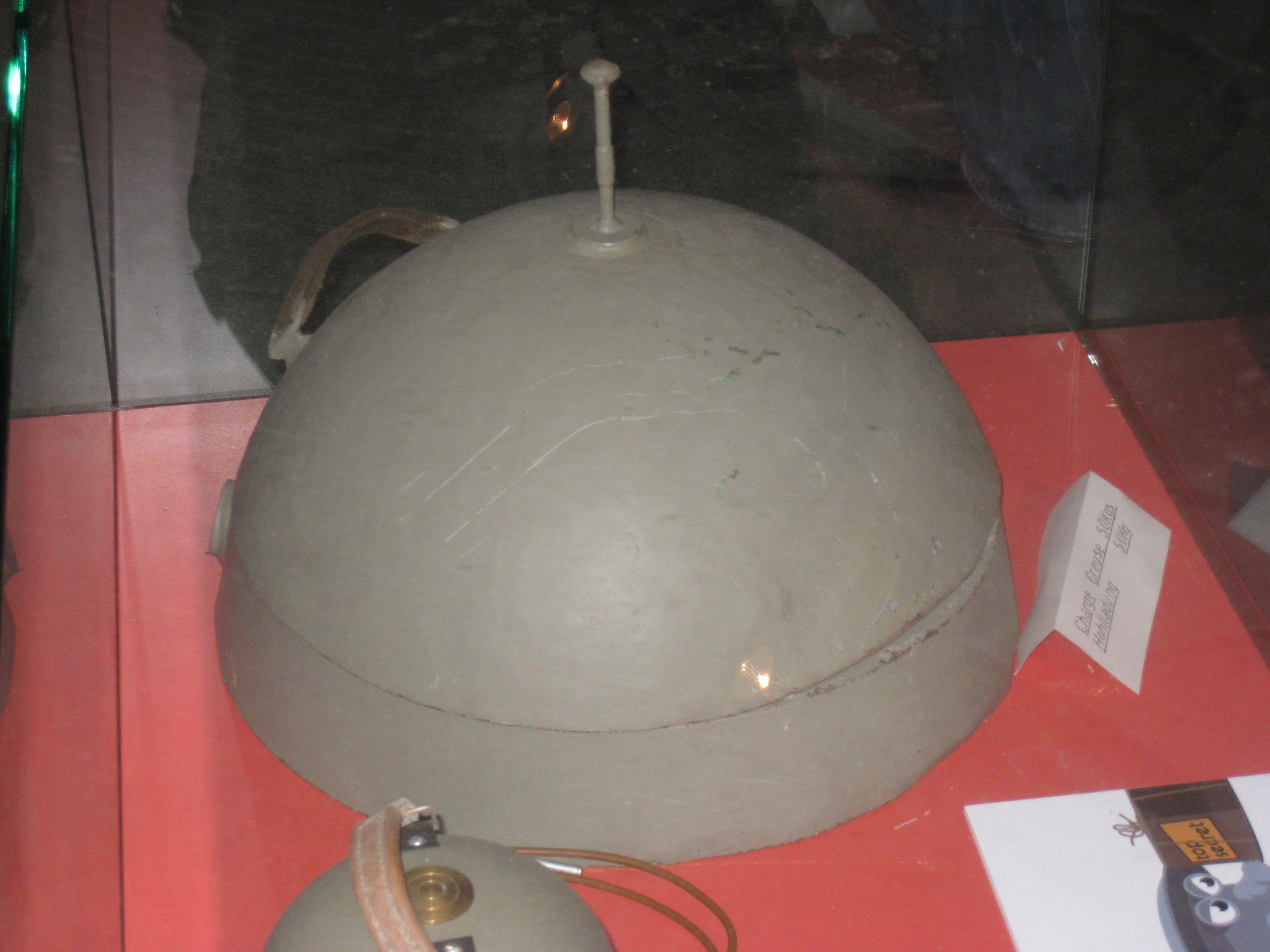
H 50 (Hohlladung 50 kg), кумулятивный заряд, использовавшийся в ходе штурма

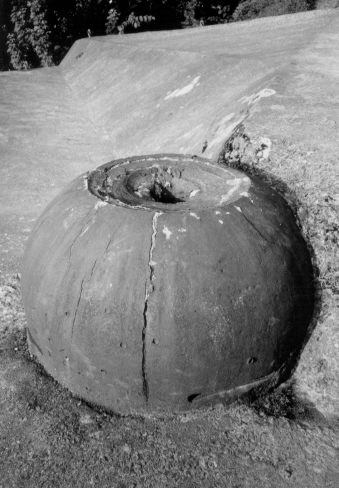
Разрушенный взрывом кумулятивного заряда бетонный купол в форте Эбен-Эмаль, в центре взрывной воронки виден пролом, образованный воздействием кумулятивной струи

## Подготовка
Немцы готовились к штурму около года, в строжайшей тайне отрабатывая высадку на бывших укреплениях чешской оборонительной линии и специально сооруженном макете форта в натуральную величину. Вооружение немецких десантников состояло из лёгкого стрелкового оружия, огнемётов, ручных гранат и тогда ещё сверхсекретных переносных зарядов, использующих кумулятивный эффект.
При подготовке к выполнению операции в лагере Хидельсхайм под Дессау был построен точный макет форта в масштабе 1:1. Парашютисты (438 человек), привлеченные к выполнению задачи, проводили учения с начала зимы 1939 года.

## Атака
Осуществленная ранним утром 10 мая (примерно в 5:25, за полчаса до восхода солнца) атака с воздуха, для бельгийцев оказалась полной неожиданностью. Девять десантных планеров DFS 230 штурмовой группы «Гранит» сели прямо на территории форта и из них очень быстро высадились десантники, которые немедленно начали уничтожать все оборонительные сооружения на вершине форта. Семь планеров сели довольно точно вблизи намеченных целей, но два оказались в северной части крепости и не смогли сразу участвовать в штурме. Немцы нейтрализовали находящихся вне казематов солдат противника, а остальных блокировали в казематах. Десантники не пошли в подземные штольни, но и гарнизон не смог выбить немцев с вершины форта.

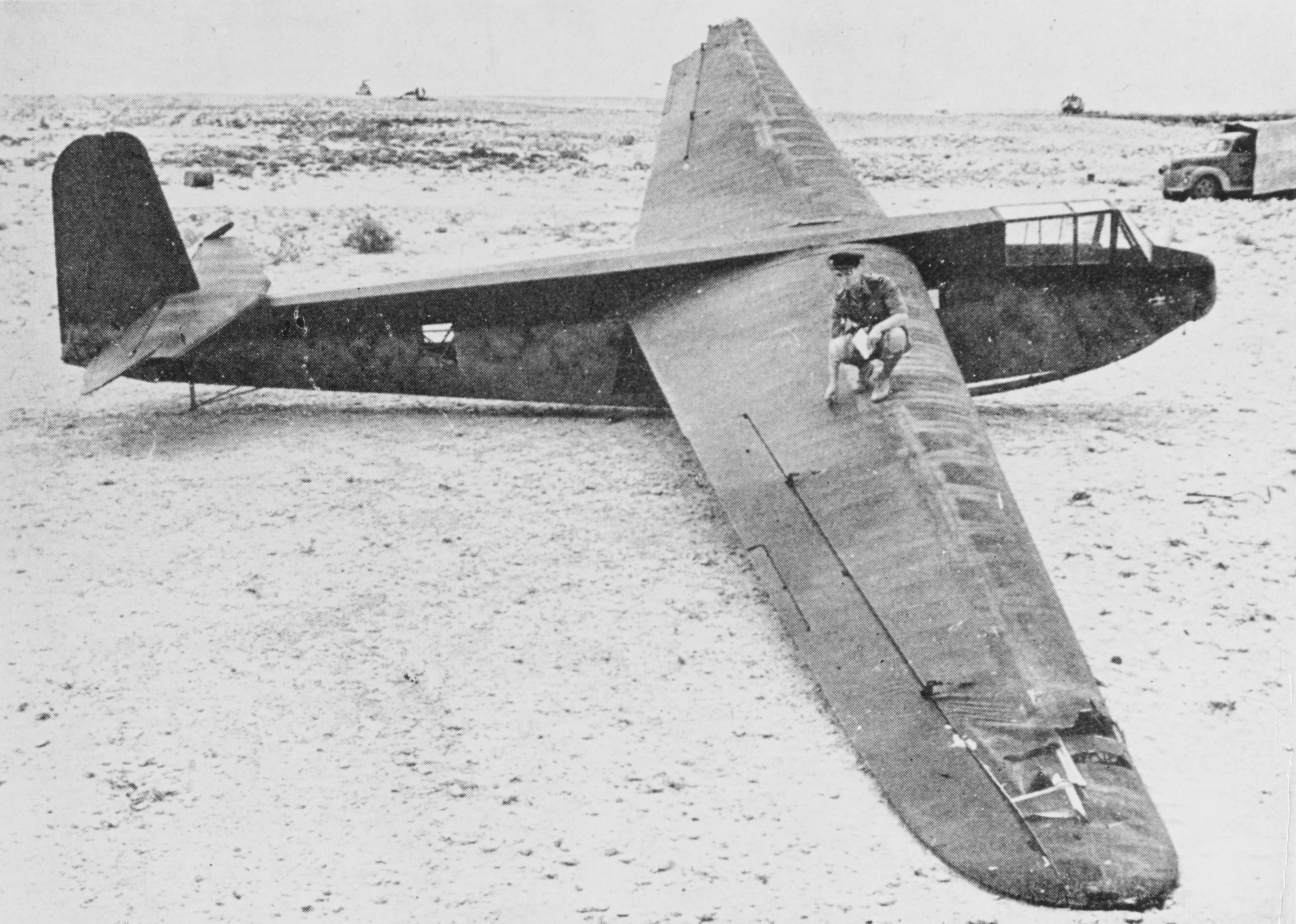
Немецкий десантный планер DFS 230

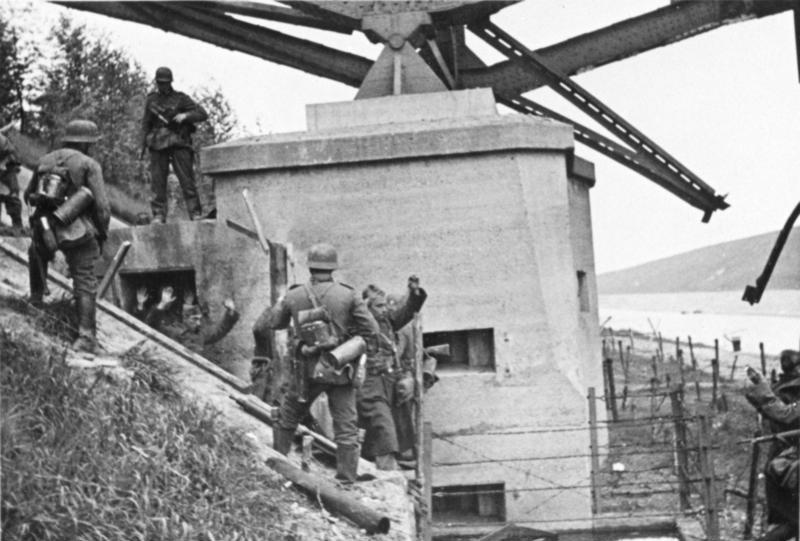
Бельгийские солдаты сдаются немецким войскам у моста в Вельдвезельте 11 мая 1940

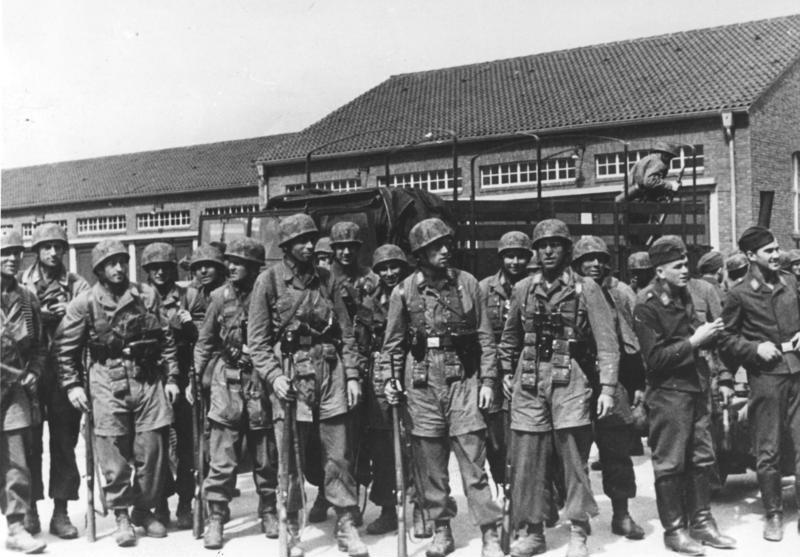
Десантники штурмового отряда Коха

После высадки немецкие десантники стали методично уничтожать казематы, забрасывая в их амбразуры и вентиляционные шахты заряды взрывчатки, которая явилась основным оружием нападения — всего в распоряжении группы «Гранит» было около двух тонн саперных боеприпасов.
При необходимости для разрушения бронированных башен и бетонных казематов десантники использовали два последовательных взрыва: сначала при помощи лёгкого заряда пробивалось отверстие, куда потом забрасывался более тяжёлый заряд, взрыв которого разрушал сооружение уже изнутри.
Немецкие десантники наряду со взрывчаткой при штурме также применяли портативные огнемёты.
В течение первых 15 минут атаки шесть из семи целей штурмовой группы «Гранит» были выведены из строя, а в течение первого часа форт потерял до 70 % своей огневой мощи. Уже в 5.40 командир группы лейтенант Витциг сообщил командиру штурмового подразделения капитану Вальтеру Коху, который параллельно командовал операциями по захвату ещё трёх мостов, по которым должны были пройти немецкие танки (Вельдвезельтский мост — штурмовая группа «Сталь», мост в Вренховене — штурмовая группа «Бетон», Каннский мост — штурмовая группа «Железо»): «Благополучно достигли объекта атаки. Всё развивается по плану».
Лишь часть укреплений продержалась до 11 часов утра следующего дня, когда форт полностью капитулировал. Потери гарнизона составили 69 человек убитыми и 40 ранеными, около 1000 бельгийцев попало в плен. Группа «Гранит» потеряла 6 человек убитыми и от 15 до 20 человек ранеными из 85 высадившихся десантников.
После этого сенсационного успеха немецкого десанта в мире распространился слух о наличии у Германии «секретного оружия» невероятной мощности и эффективности. Нацистская пропаганда использовала этот слух в информационной войне вплоть до конца Третьего рейха.

## Последствия
Десант на форт Эбен-Эмаль являлся только частью операции по нейтрализации бельгийской обороны и захвата важных мостов через канал. В целом эта прекрасно скоординированная операция увенчалась блестящим успехом: артиллерия форта Эбен-Эмаль была нейтрализована и десантники захватили неразрушенными два из трёх мостов. Их захват, а также нейтрализация артиллерии в Эбен-Эмаль позволило немецким пехотным и бронетанковым частям 18-й армии пройти через бельгийскую оборону и войти в сердце Бельгии.
В послевоенном издании генерал Курт Штудент писал об операции и, в частности, об усилиях группы «Гранит»: «Это был пример образцового, дерзкого и решающего значения […] Я изучал историю последней войны и сражения на всех фронтах. Но я не смог найти среди множества блестящих действий — предпринятых другом или врагом, ничего, что можно было бы сравнить с успехом, достигнутым штурмовой группой Коха».